# Joseph Leidy
Joseph Leidy (9. září 1823 – 30. dubna 1891) byl americký paleontolog a anatom.

## Život
Joseph Leidy působil především na Pensylvánské univerzitě a je znám pro své četné práce s tematikou pravěkých obratlovců Severní Ameriky. Popsal také několik rodů neptačích dinosaurů (včetně prvních známých dinosaurů z tohoto kontinentu – např. rody Troodon a Hadrosaurus). Zapojil se také do počáteční fáze tzv. Války o kosti. Zabýval se však také výzkumem prvoků, evolucí, geologií a mineralogií. Za svůj vědecký život publikoval na 553 odborných prací.
V roce 1856 formálně popsal první čtyři rody dinosaurů ze Severní Ameriky – Trachodon, Deinodon, Troodon (jediný dosud platný rod) a Palaeoscincus. Popsal také množství mořských obratlovců z období křídy, například plesiosaura rodu Cimoliasaurus.